# Lujain Ibrahim al-Humaid
Lujain Ibrahim al-Humaid (arabisch لجين إبراهيم الحميد, DMG Luǧain Ibrāhīm al-Ḥumaid; * 29. November 1999) ist eine saudi-arabische Leichtathletin, die sich auf den Sprint spezialisiert hat. Aktuell ist sie Inhaberin der Landesrekorde über 200 und 400 Meter.

## Sportliche Laufbahn
Erste internationale Erfahrungen sammelte Lujain Ibrahim al-Humaid im Jahr 2023, als sie bei den Hallenasienmeisterschaften in Astana mit 8,15 s in der ersten Runde im 60-Meter-Lauf ausschied. Anschließend belegte sie bei den Westasienmeisterschaften in Doha in 27,00 s den vierten Platz im 200-Meter-Lauf und belegte mit der saudi-arabischen 4-mal-100-Meter-Staffel in 51,99 s den vierten Platz. Daraufhin schied sie bei den World University Games in Chengdu mit 13,13 s in der ersten Runde über 100 Meter aus. 2025 belegte sie bei den Arabischen Meisterschaften in Oran in 12,41 s und 25,18 s jeweils den sechsten Platz über 100 und 200 Meter und gewann im Staffelbewerb in 49,24 s die Bronzemedaille hinter den Teams aus Algerien und Ägypten. 

## Persönliche Bestleistungen
- 100 Meter: 12,41 s (+0,1 m/s), 1. Mai 2025 in Oran
  - 60 Meter (Halle): 8,15 s, 10. Februar 2023 in Astana (saudi-arabischer Rekord)
- 200 Meter: 25,18 s (+2,0 m/s), 4. Mai 2025 in Oran (saudi-arabischer Rekord)
- 400 Meter: 59,78 s, 7. April 2025 in Doha (saudi-arabischer Rekord)